# Emmanuel Pouliquen
Pour les articles homonymes, voir Pouliquen.
Emmanuel Pouliquen est un médecin et chirurgien orthopédiste français né le 27 avril 1878 à Landivisiau et mort le 9 mars 1960 à Landerneau.

## Biographie
Emmanuel Louis Marie Pouliquen est le fils de François Pouliquen et de Marie Yvonne Queinnec.
Après ses études à la faculté de médecine de Paris, il devient externe des hôpitaux, interne à l'hôpital Saint-Joseph puis chirurgien de l'hôpital civil de Brest en 1905.
Lors de la Première Guerre mondiale, il sert dans l'ambulance de Maurice Heitz-Boyer, spécialisée dans le traitement des fractures. Il y invente divers appareils, dont l'appareil de Pouliquen, permettant l'immobilisation des segments du membre supérieur.
Le 16 février 1954, il est élu membre correspondant national de l'Académie de médecine pour la division de chirurgie.

## Travaux

### Publications
- Luxations congénitales de la hanche (1958)
- Contribution à l'étude du traitement de l'invagination intestinale aiguë du nourrisson (1934)
- Au sujet du diagnostic précoce et du traitement de l'invagination intestinale du nourrisson

## Hommages
- Rue du Docteur Emmanuel Pouliquen, à Brest
- Rue Emmanuel Pouliquen, à Quimper
- Rue Emmanuel Pouliquen, à Noyal-Pontivy
- Impasse Emmanuel Pouliquen, à Noyal-Pontivy
- Rue Emmanuel Pouliquen, à Merlevenez
- Rue Emmanuel Pouliquen, à Plouvien
- Rue du Docteur Pouliquen, à Lesneven
- Rue Docteur Pouliquen, à Plabennec
- Rue du Docteur Pouliquen, à Landerneau
- Rue du Docteur Pouliquen, à Landivisiau

### Sources
- Biographies des principales personnalités françaises décédées au cours de l'année, 1961
- Jean-Loup Avril, 1000 Bretons: dictionnaire biographique, Les Portes du large, 2002
- Alexandre Manuila, Ludmila Manuila, M. Lambert, Dictionnaire français de médecine et de biologie, 1981
- Stéphane Guihéneuf, Chronologie de Bretagne : des origines à nos jours, 2003
- Louis Elégoët, Les Juloded : Grandeur et décadence d'une caste paysanne en Basse Bretagne, Presses universitaires de Rennes, 2015